# إستيل كلاين
إستيل كلاين هي ناشِطة كندية، ولدت في 30 فبراير 1930 في بوفالو، وتوفيت في 17 يونيو 2004 في Belleville ‏.